# Aleksandr Ivànov
Aleksandr Andrèievitx Ivànov (en rus: Александр Андреевич Иванов, Sant Petersburg, 16 de juliol de 1806 - 3 de juliol de 1858) va ser un pintor rus que es va adherir a la tradició del neoclassicisme, tot i que la seva obra va trobar poca acceptació entre els seus contemporanis.
Aleksandr Ivànov estudià amb Karl Briullov a l'Acadèmia Imperial de les Arts, on rebé les ensenyances del seu pare, Andrei A. Ivànov. Va passar la major part de la seva vida a Roma on va fer amistat amb Nikolai Gógol i va sucumbir davant la influència dels natzarens. Ha estat anomenat "el mestre d'una sola obra", ja que va trigar 20 anys a completar la seva obra mestra, "L'aparició de Crist davant del poble" (1837 - 1857). Ivanov es va sentir decebut per la recepció per part del públic d'aquest treball.
El seu treball va ser reconegut per les generacions següents. Alguns dels molts esbossos que havia preparat per a "L'aparició ..." han estat considerats obres mestres. Tot i que la seva major obra es troba a la Galeria Tretiakov, la col·lecció més completa dels seus treballs es pot veure al Museu Rus, a Sant Petersburg.